# Ман, Поль де
Поль де Ман (англ. Paul de Man; 6 декабря 1919, Антверпен, Бельгия — 21 декабря 1983, Нью-Хейвен, США), при рождении Поль Адольф Мишель де Ман — философ и литературный критик, писатель. Представитель Йельской школы деконструкции.
Наиболее известен как один из теоретиков-основателей нового подхода к литературным текстам ― деконструкции. Этот подход прорабатовался на протяжении всей его карьеры в многочисленных эссе.
К концу своей жизни де Ман был одним из самых известных литературных критиков в Соединённых Штатах. Занимался внедрением немецких и французских философских подходов в англо-американские литературные исследования и критическую теорию.
После его смерти бельгийский аспирант в университете Левена в 1988 году обнаружил приблизительно двести статей, которые де Ман написал во время Второй мировой войны для издания Le Soir, многие из которых содержали агрессивные националистические пассажи и антисемитские выпады. Этот факт вызвал бурную реакцию международного научного сообщества и заставил вновь обратиться к творчеству Поля де Мана.

## Биография
Пол Адольф Мишель де Ман родился в Антверпене, Бельгия, 6 декабря 1919 года. В 1939 году он поступил в Брюссельский свободный университет, где обучался химии. Будучи студентом, он начал карьеру в журналистике, присоединившись к редакционной коллегии Cahiers du Libre Examen — студенческой публикации, посвящённой социальным и политическим вопросам. Когда немецкая армия вторглась в Бельгию в мае 1940 года, он бежал на юг Франции, откуда попытался перебраться в Испанию, однако сделать ему это не удалось
В августе Де Ман вернулся в Брюссель, где по протекции своего дяди Хендрика де Мана получил пост главного редактора газеты «Le Soir», заполняя культурную колонку. В период с декабря 1940 года по декабрь 1942 года он написал 170 литературных и культурных статей для этой газеты. После прекращения своей работы с Le Soir, Поль де Ман отправился работать к издателю «Agence Dechenne», однако был уволен в 1943 году за то, что помог опубликовать Exercice du silence, в выпуске журнала Messages, в котором размещались работы разных писателей, связанных с французским сопротивлением. Де Ман провел оставшуюся часть Второй мировой войны в Антверпене, переводя Моби Дика на фламандский.
В конце войны де Ман и три партнёра создали издательство «Editions Hermès», занимающееся созданием и печатанием книг об искусстве. Сразу после войны Поль де Ман был вызван на допрос, где его спрашивали о действиях во время оккупации. В конце концов против него не было выдвинуто никаких обвинений. К 1948 году издательство испытывало финансовые трудности, поэтому де Ман отправился в Нью-Йорк с целью установления деловых контактов. Он устроился на работу в книжный магазин Doubleday. Однако издательство Hermès обанкротилось в 1949 году, и Поль де Ман решил остаться в Соединённых Штатах на всю оставшуюся жизнь.
Он начал свою карьеру ученого в 1949 году, преподавая французский в колледже Барда в Аннандейле-на-Хадсоне (Нью-Йорк). В 1952 году де Ман поступил в аспирантуру Гарвардского университета, а уже в 1960 году получил степень доктора по сравнительному литературоведению. Тема его диссертации «Mallarmé, Yeats, and the Post-Romantic Predicament.»: («Малларме, Йейтс и категории постромантизма»).
Получив степень, де Ман занимает должность преподавателя в Корнеллском университете. Начало этого периода составляет то, что можно считать критической фазой в творчестве де Мана. Этот период представлен таким эссе, как «Mme de Staël et J.J. Rouseau». В последующие годы в Корнелле интерес де Мана перешёл к более теоретическим вопросам и привел к созданию работы «Слепота и прозрение» (Blindness and Insight).
В 1968 году де Ман стал профессором гуманитарных наук Университета Джонса Хопкинса. В 1970 году он покинул его и перешёл в Йельский университет, где провел всю свою оставшуюся карьеру. В Йельском университете наряду с Джеффри Хартманом, Дж. Хиллисом Миллером и Жаком Деррида, Поль де Ман сформулировал подход к лингвистическим текстам, получившим название деконструктивизм. Сосредоточившись прежде всего на работах Ницше и Руссо, де Ман разработал в Allegories of Reading практику риторического чтения, которая предоставила методологическую основу для всей его последующей работы.
Де Ман посвятил остаток своей карьеры, исследованию двух противоположных направлений. Во-первых, он провел оценку современной теоретической среды и исследовал, почему практика риторического чтения до него так и не поддавалась изучению. В то же время он обратился к немецкой философской традиции девятнадцатого века и рассмотрел неприводимую роль языковой материальности в нарушении эстетических идеологий. Ни один из этих проектов не был завершен, но оба были реконструированы и опубликованы посмертно, как The Resistance to Theory and Aesthetic Ideology.
Поль де Ман умер от рака 21 декабря 1983 года.

## Вклад в литературную теорию
Поль де Ман соединял аналитическую технику и прагматическую семиологию с философской деконструкцией, литературой, когнитивной эстетикой, эпистемологией и стал создателем «деконструктивной критики», утверждающей что язык конструирован и его необходимо деконструировать, вернуть к самому себе, показать, что риторика ненадёжна, что язык недостоверен, а текст почти определённо бесконечно провокационный и достоин повторного прочтения.
По собственному выражению де Мана, «деконструкция фигурального измерения происходит независимо от желания. Она не бессознательна, а механична». Будучи построенным на ошибке, риторическое измерение языка деконструируется, и вместе с собою разрушает то, что может быть связано с языком. Эту тенденцию можно пронаблюдать в любом тексте. Построение фраз, скрытые и явные коннотации, фигуры убеждения и тому подобное не просто разрушают «единоцентровость» текста, вписывая его в бесконечный контекст, или его единственное «собственное» или «правильное» значение, но, скорее, разрушают самую возможность какого-либо значения, разрушают текст как текст.
Полем де Маном ставится под сомнение возможность существования текста как такового, как того, что может быть прочитано, так как текст никогда не говорит того, что он говорит, что бы и как бы он ни говорил. Любое прочтение текста является ложным, и таким образом ложной оказывается сама возможность прочтения. Гипотетически возможная идеальная «истинная», то есть окончательная, поскольку технически совершенная, риторическая интерпретация (которая, по мнению де Мана, может быть "утомительной и предсказуемой, но она неопровержима) не потому может быть названа «истинной», что раскрывает наконец то абсолютное, последнее значение текста или охватывает все его возможные значения, но потому, что подвешивает текст между его простой невозможностью и любым возможным значением.
Так, чтобы прочесть текст и понять его, мы должны забыть о его саморазрушающей силе, но чтобы не понять его неправильно, мы должны о ней помнить. И тогда задача и положительная цель «риторической интерпретации» де Мана состоит в следующем: не оставить текст непонятым или понятым неправильно, при условии, что правильное понимание невозможно. Подобное непрерывное колебание между всегда неверным пониманием и его отрицанием или разрушением позволит не дать тексту обмануть нас: то есть не принять «говоримое» текстом как истину, но и не отвергнуть его как ложь.
Поль де Ман отмечает, что к началу 1980-х гг. развитие теории вообще и теории литературы в частности встретило ощутимые препятствия, некое сопротивление, у которого есть свои причины. Он приписывает сопротивление теории литературы влиянию конкурирующих с ней дисциплин — эстетике и, в особенности, традиционной литературной критике, почувствовавших угрозу их гегемонии в поле гуманитарных наук. Появившаяся на свет благодаря внедрению лингвистических методов в науку о литературе и полагающая своё основание исключительно в лингвистических критериях, теория литературы «опрокидывает созданный канон литературных произведений и перечеркивает разграничительную линию, разделяющую литературный и нелитературный дискурсы». Однако наряду с подобными доводами Поль де Ман различает и внутреннее сопротивление, связанное с самой природой дисциплины. Теория литературы сформировалась с помощью «введения в метаязык литературы лингвистической терминологии», именно поэтому, отмечает критик, «сопротивление теории есть сопротивление использованию языка о языке». Следовательно, речь идет о «сопротивлении самому языку или возможности, что язык содержал бы факторы или функции, которые не могли бы быть сведены к интуиции». Теория литературы сопротивляется введению в литературный анализ слишком сложных лингвистических моделей, которые оказываются в противоречии со свойственными нам романтическими иллюзиями относительно языка и его субъективности.

## Эстетика
Последние несколько лет своей жизни Поль де Ман изучал и писал о предмете оппозиции между Erinnerung и Gedachtnis, постулируемой Гегелем в Энциклопедии.
Эстетику Гегеля де Ман рассматривает как эстетику символа, настаивая, что Гегель является «теоретиком символа». Де Ман проводит изучение различия между понятиями Erinnerung и Gedächtnis, между памятью как интериоризацией (обращение вовнутрь памяти, воспоминание или живая память) и мышлением памяти (техническая способность запоминать, продуктивная память, способность припоминания) которое приводит де Мана к признанию решающего значения Gedächtnis в философии Гегеля. Именно эта продуктивная память, по Гегелю, связана с мышлением, и именно от неё, от механической способности запоминать зависит возможность развития разума от восприятия к мышлению. Де Ман подчеркивает необходимую взаимосвязь между мышлением как технической способности запоминать и искусством написания «материальной» записи. Искусство подобно памяти как механической деятельности запоминания и, так понятое, оно оставляет интериоризацию опыта всегда позади, оно записывает и навсегда «забывает» своё идеальное содержание, поэтому принадлежит прошлому. Как мыслящая память, эстетическое связано с письмом, знаком, технэ, таким образом, оно оказывается Gedächtnis без Erinnerung.
Поль де Ман также изучает работы Канта и приходит к выводу, что возвышенное у Канта предстаёт как чисто материалистическое непосредственное видение, которое лишено телеологии, антропоморфизации и фигуральности. Это видение дегуманизированной природы, лишённой человеческого присутствия, рассматривающее природу как чистую архитектонику, конструкцию, представляющую собой мёртвую форму. Хотя де Ман и утверждает, что этот чистый материализм разрушает авторитет эстетики как гаранта построения трансцендентальной системы, в то же время он констатирует, что эстетическое как чисто материальное видение представляет собой критическую силу и состоятельность кантовской мысли. Опасность же состоит в возможном расширении сферы эстетического за пределы своих эпистемологических границ, распространение эстетических понятий в другие сферы знания — в вопросы этики и политики, что происходит у представителей романтической идеологии. Это расширение сферы эстетического происходит, когда в материалистическое видение вносят телеологический момент, фигуральность, и эстетика может легко оказаться средством для оправдания существования тоталитарного государства. Подобный пример идеологизации кантовской эстетики де Ман находит в развитии кантовских идей Шиллером, когда происходит прагматизация, психологизация, антропологизация возвышенного Канта, а также превращение философской категории эстетики в ценность, на основе которой обосновывается концепция эстетического государства.
Тексты Канта и Гегеля с точки зрения де Мана свободны от романтической идеологии, они подлинны, потому что в них эстетическое — это материальное видение (хотя у Гегеля уже есть «признаки» возможной идеологизации). В дальнейшем же происходит идеологизация их подлинно-критических произведений, захватившая историю критической и философской мысли. Концепции романтической идеологии несправедливо расширяют границы эстетического, ищут в произведении искусства и в языковых формах трансцендентальное содержание, производя возвеличивание обозначаемого над обозначающим. Эстетические иллюзии о возможности воплощения трансцендентального значения в феноменальном проявлении и в стремлении к обретению тотализированных значений не изгоняемы из постромантической мысли, но остаются иллюзиями, ответственными за ошибки и несостоятельности чтения.
Красной линией работ де Мана проходит вопрос о согласовании сознания и опыта объективного мира и выявление проблематичности этого согласования, так как язык не может этого гарантировать, он свободен, самостоятелен в порождении смысла. Эпистемологический скептицизм, к которому приходит де Ман, общее свойство постструктурализма, связанное с утверждением разрыва между обозначающим и обозначаемым. Связь, существующая между референцией и референтом не органическая, её происхождение обоюдно. Те же, кто принимают эту связь за органическую, само собой разумеющуюся, впадают под власть идеологии. Постоянная тема поздних работ де Мана — разрушение эстетических понятий соответствия между смыслом и обозначением, критика романтической идеологии символа и миметической идеологии репрезентации, скрытно подразумевающая критику социально-политической сферы, критику тоталитаризма.
Выявленная в результате проведённого исследования концепция идеологии, может быть понята в двух смыслах — в более узком и более широком. В узком смысле как критика современных ему профессоров и печатных изданий, пропагандирующих романтическую идеологию символа, выражающих свою приверженность символической эстетике, и в связи с этим их неправильных прочтений. В более широком смысле как критика всего режима познания, интерпретации и опыта, управляемого «эстетическим государством», где все подчинено культурной манифестации упорядоченности и непротиворечивости знания и языковых форм. Поэтому де Ман выступает против органических тотализирующих концепций, которые могут быть ассоциированы с политикой тоталитаризма. Однако эта критика политической сферы только скрытно присутствует у де Мана. Явно о результатах своих умозаключений, об их возможном политическом эффекте он не говорит, но они подразумевается. Таким образом, идеология, рассматриваемая им с точки зрения критико-лингвистического анализа, может иметь далеко идущие выводы, проникающие в сферу социально-политическую.
Таким образом, в демановской теории языка, с одной стороны, происходит возвеличивание литературы, постулируется привилегированность её языка. С другой стороны, литература может быть выражением господствующей идеологии, и де Ман проводит критику неправильно понятого, эстетически-идеологизированного языка, что подразумевает критику культуры и цивилизации, и оказывается в контексте общей тенденции в теории литературы рассматривать эстетику как идеологическую поддержку современного капиталистического государства.

## Журналистика военного времени и посмертные споры
В 1988 году Ортуин де Граф, бельгийский аспирант из Университета Лёвена, обнаружил около двухсот статей, которые Поль де Ман написал во время Второй мировой войны для Le Soir. В этом году в Университете Антверпена состоялась конференция, посвящённая Полю де Ман. В последний день Джин Стенгер, историк из Свободного университета в Брюсселе, затронул тему, озаглавленную: «Пол де Ман, соавтор?» Затем Жорж Гориэли, почётный профессор социологии в Свободном университете Брюсселя, встал, чтобы донести то, что он назвал «Личным свидетельством»:
М. Гориэли начал с восхваления Поля де Мана, которого он знал в молодости, как «очаровательного, юморного, скромного, высококультурного» человека, известного в бельгийских литературных кругах с юности. Затем профессор высказал ошеломляющую новость. Де Ман, утверждал он, был не таким, каким он казался. Он был «полностью, почти патологически, нечестным», мошенником, который обанкротил семью. «Мошенничество и ложь были, по крайней мере в то время, второй природой для него».
Европейская пресса была в шоке. Ученики Де Мана пытались объяснить нападения на Поля де Мана назвав их прикрытием для критики его школы деконструктивизма. Они утверждали, что критиковать юношеские ошибки Поля де Мана — уловка, которая использовала юношеские ошибки Поля де Мана в качестве доказательства того, что они считали декадансом в сердце континентальной мысли за Де Маном и его теориями. Споры быстро распространились со страниц научных журналов на более широкие средства массовой информации. «Хроника высшего образования» и первая страница «Нью-Йорк таймс» раскрыли сенсационные подробности личной жизни Поля де Мана, особенно обстоятельства его брака и его трудные отношения со своими детьми.
С конца 1980-х годов некоторые из последователей философа, многие из которых были евреями, указали, что Поль де Ман в своё время не проявлял личной враждебности к евреям.
Шошана Фельман рассказала, что примерно через год после публицистического опубликования его компрометирующего заявления он и его жена несколько дней укрывали в своей квартире еврейскую пианистку Эстер Слезны и её мужа, которые тогда были незаконными гражданами, скрывающимися от нацистов. В этот же период Пол де Ман регулярно встречался с Жоржем Горилье, членом Бельгийского Сопротивления. Согласно собственным словам Горилье, он ни на минуту не боялся осуждения своей подпольной деятельности Полем де Маном.
Но его ученики и защитники так и не смогли договориться о характере деятельности де Мана в военное время. С другой стороны, его критики указывают, что на протяжении всей своей жизни, де Ман не только не рассказывал о себе, но и занимался активным прикрытием своего прошлого через ложь и неправильные указания событий.
Вопрос личной жизни де Мана продолжал и дальше увлекать ученых, о чём свидетельствует биография Эвелин Бариш, которая в 2014 году опубликовала работу «Двойная жизнь Поля де Мана». В предварительном обзоре, опубликованном в Harpers Magazine, Кристин Смолвуд пришла к выводу, что Бариш изображает скользкого «мистера Рипли», человека, который с уверенностью лгал, чтобы пробить себе путь к интеллектуальному признанию. Написав в нью-йоркском обзоре книг, Питер Брукс, который преуспел в должности де Мана в качестве Стерлингского профессора в Йеле, защищал своего друга, называя некоторые обвинения Бариш раздутыми и определяя ошибочность утверждений в её сносках: «Можно было бы сделать обзор сносок Бариш, в которых было бы много сомнений по поводу её стипендии», — сетует он. Профессор Гарварда Луис Менанд, с другой стороны, в своём обзоре в The New Yorker, считает, что биография Бариш важна и заслуживает доверия, несмотря на наличие случайных ошибок и преувеличений.

## Наследие
Поль де Ман — один из заметных мыслителей двадцатого века, который представляет важное переосмысление «идеологии», начатое с публикаций эссе Альтюссера в 1960—1970 гг. Так, «Эстетическая идеология» предлагает достаточно категорические взгляды де Мана по философии, политике, истории. Однако, её ядро — строгое исследование соотношения риторики, эпистемологии и эстетики. Также у него имеются работы по эпистемологии метафоры и понятию иронии, творчеству Паскаля и Шиллера, феноменальности и материальности у Канта, знаку, символу и возвышенном в «Эстетике» Гегеля.
Влияние Де Мана на литературоведение и философию было значительно, частично через его многочисленных и красноречивых учеников и приятелей. Они же были и издателями его творчества — большая часть работы де Мана была собрана и издана посмертно.

## Основные работы
- Allegories of Reading: Figural Language in Rousseau, Nietzsche, Rilke, and Proust. (ISBN 0-300-02845-8), 1979.
- Blindness and insight:Esseys in the Rhetoric of Contemprorary Criticism (ISBN 0-8166-1135-1), 1983.
- The Rhetoric of Romanticism (ISBN 0-231-05527-7), 1984.
- The Resistance to Theory (ISBN 0-8166-1294-3), 1986.
- Wartime Journalism, 1939—1943 (ISBN 0-8032-1684-X) , 1988.
- Critical Writings, 1953—1978 (ISBN 0-8166-1695-7), 1989.
- Romanticism and Contemporary Criticism: The Gauss Seminar and Other Papers Paperback (ISBN 978-0-8018-4461-4) — May 9, 1996
- Aesthetic Ideology (ISBN 0-8166-2204-3) , 1996
- The Post-Romantic Predicament (ISBN 978-0-7486-4105-5), 2012
- The Paul de Man Notebooks (ISBN 978-0-7486-4104-8), 2014